# 岩城隆信
岩城 隆信（いわき たかのぶ）は、江戸時代後期の大名。出羽国亀田藩10代藩主。
天保9年（1838年）4月10日、8代藩主・岩城隆喜の五男として生まれる。安政2年（1855年）5月14日に先代藩主で兄の隆永が早世したため、その末期養子として7月5日に家督を継いだが、同年8月20日に死去した。享年18。跡を弟で養嗣子の隆政が継いだ。

## 系譜
父母
- 岩城隆喜（実父）
- 菊瀬、松雲院（実母） - 側室
- 岩城隆永（養父）

養子
- 岩城隆政 - 隆喜の六男